# Majmand
Majmand (perzijski: ميمند‎‎) je selo u istoimenom ruralnom distriktu, u blizini grada Šahre Babaka u iranskoj Kermanskoj pokrajini. Prema popisu iz 2006. god., Majmand je imao 673 stanovnika u 181 obitelji.
Majmand je veoma staro naselje za koje se vjeruje kako je bilo jedno od prvih ljudskih naselja na iranskoj visoravni prije oko 12.000 godina. Većina stanovnika obitava u 350 rukama iskopanih kuća u stijenama, od kojih su neke naseljene preko 3.000 godina. Petroglifi, stari oko 10.000 godina, su pronađeni u i oko sela, te naslage lončarije stare skoro 6.000 godina, što svjedoči o dugoj povijesti ovog naseljenog mjesta. Zbog toga je kulturni krajolik Majmand upisan na UNESCO-ov popis mjesta svjetske baštine u Aziji 2015. godine.
Životni uvjeti u Majmandu su teški zbog aridne klime i visokih temperatura ljeti i veoma hladnih zima. Lokalni jezik sadrži mnoge riječi iz drevnog sasanidskog i pahlavi jezika.

## Povijest
Postoji nekoliko teorija o nastanku ovih građevina u Majmandu. Prema prvoj nastalu su kao naselja arijskih plemena oko 800. – 700. pr. Kr. Vjeruje se kako su izvorno imale vjersku namjenu. Naime, sljedbenici Mitre su vjerovali kako je sunce nepobjedivo i stoga su smatrali planine svetima. Prema drugoj treoriji, selo datira u 2. ili 3. stoljeće tijekom Arsakidskog razdoblja kada su različita plemena migrirala preko Kermana u raznim smjerovima. Ova plemena su ovdje pronašla odgovarajuće mjesto za život i izgradila su skloništa koja su s vremenom prerasla u današnje domove. Ovu teoriju potvrđuje pronalazak palače u blizini sela, u kojoj je otkriveno i 150 kosturnica iz sasanidskog razdoblja.

## Poveznice
- Bam

## Vanjske poveznice
- (engl.)